# Umm Dubajb
Umm Dubajb (arab. أم ضبيب) – wieś w Syrii, w muhafazie As-Suwajda. W 2004 roku liczyła 770 mieszkańców.